# Литва (Столбцовский район)
Литва (бел. Літва́) — деревня в Столбцовском районе Минской области Беларуси. Административный центр Литвенского сельсовета.

## География
Деревня расположена в 40 км на север от города Столбцы, в 75 км от Минска, в 27 км от железнодорожной станции Койданово, на автомобильной дороге Столбцы — Ивенец. 
Пролегает дорога Н-8246.
Ближайшие населённые пункты Дроздовщина, Слободка и др.

## История
В 1909 году в Рубежевичской волости Минского уезда Минской губернии Российской империи

## Население

### Численность
- 2019 год — 136 жителей

### Динамика
- 1909 год — 292 жителей, 45 дворов (деревня Литва); 133 жителей, 1 двор (имение Литва)[3]
- 1999 год — 281 жителей, 102 домовладения (перепись населения)
- 2009 год — 198 жителей (перепись населения)[3]
- 2013 год — 180 жителей, 80 домовладений
- 2019 год — 136 жителей (перепись населения)

## Улицы
- Центральная
- Молодёжная

## Инфраструктура
- Библиотека
- Дом культуры
- Амбулатория
- Комбинат бытового обслуживания
- Отделение связи

## Культура
- Библиотека
- Дом культуры